# George Augustus Robinson

George Augustus Robinson

George Augustus Robinson, auch Black Robinson genannt, (* 22. März 1791 vermutlich in London; † 18. Oktober 1866 in Bath in England) war ein englischer Bauhandwerker und Prediger, der nach Tasmanien auswanderte.
Robinson führte die sogenannte Friendly Mission in Tasmanien durch. Dabei handelte es sich um einen Rettungsversuch für die letzten 300 Aborigines Tasmaniens, der scheiterte, weil sie christianisiert werden sollten und in ihrer neuen Lebensumgebung von ihren kulturellen und sozialen Lebensgrundlagen abgeschnitten wurden. Robinson deportierte die Aborigines in die Siedlung Wybalenna auf Flinders Island. Er war Protector of Aborigines im Port-Phillip-Distrikt von 1839 bis 1849.

## Leben
Robinson war seit 1814 mit Amelia Evans verheiratet und hatte fünf Kinder mit ihr. Als er sich entschied nach Hobart in Tasmanien auszuwandern, ließ er sich dort im Januar 1824 als Bauhandwerker nieder und seine Ehefrau und seine fünf Kinder kamen im April 1826 nach. Amelia, seine Frau, verstarb 1848 und als er 1853 nach England zurückkehrte, heiratete er Rose Pyne. 

## Friendly Mission
Nachdem die Engländer im September 1803 mit Risdon Cove ihre erste Siedlung auf Tasmanien errichtet hatten, kam es bereits im Mai 1804 zum ersten Massaker, als die Royal Marines in der Nähe von Risdon um die vierzig tasmanische Aborigines töteten. Die andauernden Konflikte zwischen den europäischen Siedlern und den Aborigines Tasmaniens gingen als Black War in die Geschichte ein und sie eskalierten in den 1830er Jahren. 
Robinson wurde 1830 von den Briten beauftragt, das Cape-Grim-Massaker aus dem Jahre 1828 zu untersuchen, und er fand heraus, dass 30 Aborigine von Weißen massakriert worden waren. Robinson sollte im Auftrag der Briten als Vermittler zwischen den Siedlern und den Aborigines fungieren und alle tasmanischen Aborigines nach Wybalenna auf Flinders Island im Rahmen der sogenannten Friendly Mission deportieren. 
Um die Aborigines zu deportieren, wurde eine Menschenkette, die sogenannte Black Line, die aus 500 Soldaten, 700 Siedlern und 800 Sträflingen bestand und sich vom Norden bis zum Süden Tasmaniens erstreckte, errichtet. Mit Hilfe dieser kriegerischen Kette, bei deren Umsetzung zwei Aborigines getötet wurden, gelang es zugunsten der britischen Siedler, die Aborigines aus ihren angestammten Stammesgebieten zu vertreiben.
Robinson gelang es, mehrere Aborigines für seine Friendly Mission zu gewinnen. Mit deren Hilfe war es ihm möglich, selbst die Aboriginesgruppen der entlegenen, unerforschten Gebiete gefügig zu machen und ihm in die Reservation zu folgen. Ohne jemals eine Schusswaffe zu gebrauchen, hielt er sich inmitten der Kriegswirren über fünf Jahre lang, von kurzen Erholungspausen abgesehen, in den Wäldern des Hinterlandes auf. Mit Hilfe der Aborigines, die ihn auf seinen Reisen begleiteten, erlernte er deren Sprache. 
Mit Truganini, einer der letzten reinrassigen tasmanischen Aborigines war er befreundet. Er beschützte sie und versorgte sie mit Unterkunft und Essen. Mit ihrer Hilfe gelang es ihm, die Big-River-Peoples und Oyster-Bay-Peoples Ende 1835 zu befrieden und nach Wybalenna zu bewegen.
Gänzlich ohne kämpferischen Widerstand erfolgte die Friendly Mission jedoch nicht. Walyer, eine Aborigine-Frau, sammelte eine Gruppe von Frauen und Männern um sich, die sie den Umgang mit Gewehren lehrte. Walyer umging Robinsons „Einfangversuche“ und Robinson selbst entkam 1830 nur knapp einer Attacke der tasmanischen Rebellengruppe. 
Robinson hatte im Laufe seiner Mission zu allen dreihundert Überlebenden Kontakt. Weniger als vier Jahre nach der Black Line war es ihm im April 1834 gelungen, alle Aborigines aus Tasmanien nach Wybalenna zu deportieren. Allerdings alleine achtzig der dreihundert Aborigines starben, noch bevor sie Flinders erreichten. Sein Plan, auf einer Insel der Bass-Straße die Siedlung Wybalenna zu errichten, war umgesetzt. Sie waren auf der Insel vor den mordenden Siedlern geschützt. Aber Wybalenna auf Flinders Island entwickelte sich nicht zu einer neuen Heim- und Lebensstätte, sondern zu einem Gefängnis für die Aborigines, in dem sie entfernt von ihren Jagdgebieten durch Krankheit und Heimweh verkamen und verstarben. Von den umgesiedelten 300 Aborigines lebten lediglich noch etwa 40 Mitte der 1840er Jahre. Die Siedlung wurde am 31. Dezember 1849 aufgelöst. 
Robinson wurde im März 1839 zum Chief Protector of Aborigines ernannt, der das Protektorat von Port Phillip mit fünf Assistenten betreute. Dort baute er die kleine Siedlung auf, die Point Civilisation genannt wurde, in die Aborigines unter falschen Voraussetzungen und Zusagen umgesiedelt wurden. Sie sollten vor allem christianisiert werden. 
In den Jahren 1841 und 1842 reiste Robinson nach Victoria, wo er das Convincing-Ground-Massaker untersuchte, das sich 1833 oder 1834 ereignete. 
Er kehrte 1852 nach Europa zurück, wo er sich zeitweise in Paris und Rom aufhielt und 1866 in Bath verstarb.

## Leistungen
Die Leistungen von Robinson müssen zwiespältig betrachtet werden, einerseits rettete er die Aborigines kurzfristig vor den gewalttätigen Siedlern, andererseits war sein Siedlungskonzept für das Dahinsiechen und Sterben der Aborigines verantwortlich. Seine Verdienste für die Wissenschaft und als Zeitzeuge der damaligen Zeit sind allerdings von großer historischer Bedeutung, wenn auch nicht unbestritten, denn in der Zeit, als er die Kultur dokumentierte, gab es keine intakten Aboriginesvölker mehr.
Sein insgesamt zehnjähriges Engagement machte ihn zum größten Kenner der tasmanischen Kultur und für die Wissenschaft zum mit Abstand wichtigsten Zeitzeugen. Nach insgesamt sechs Reisen mit einer Gesamtdauer von vier Jahren durch unbesiedeltes Gebiet gewann er ihr Vertrauen, das er dann aber in der Reservation, die er drei Jahre leitete, nach und nach verspielte.
Seiner Ausdauer, seinen Sprachkenntnissen und seinen umfangreichen Niederschriften ist es zu verdanken, dass eine Vielzahl von ethnographischen Fakten überliefert sind. Deren Auswertung ist bis heute nicht endgültig abgeschlossen. Die Wissenschaftler sind sich sowohl über seine Person als auch der Interpretation seiner häufig widersprüchlichen Aufzeichnungen meist uneins. Es muss bedacht werden, dass die traditionelle Kultur während Robinsons Friendly Mission schon weitgehend zerstört war. In den Kriegswirren waren keine intakten Lokalgruppen der Aborigines mehr vorhanden.

## Robinson in der Literatur
Das Leben von Robinson hat sich auch in der Literatur niedergeschlagen. 1983 erschien der Roman Doctor Wooreddy’s Prescription for Enduring the Ending of the World des Aborigine-Schriftstellers Mudrooroo, der die Sichtweise des Aborigine Wooreddy schildert, der schon als Kind die Vision hat, dass das Ende der Welt naht und er dies überleben will. Er verbindet sich daher mit Robinson, indem er ihn auf seiner Friendly Mission begleitet. Er passt sich an die Europäer an und er kann mit seiner Frau Trugernanna (Truganini) den Tod aller vollblütigen Ureinwohner Tasmaniens überleben. In diesem Roman zeigt Mudrooroo, dass die Kolonisatoren unfähig sind, den Wert der Kultur, die sie vernichten, zu erkennen.
Robinsons Aufzeichnungen wurden auch von Robert Drewe in seinem Debütroman The Savage Crows als Grundlage für den historischen Erzählstrang des Buches, der sich mit der Ausrottung der tasmanischen Ureinwohner beschäftigt, benutzt.